# Nadezjda Filippova
Nadezjda Filippova, född den 17 september 1959, är en sovjetisk landhockeyspelare.
Hon tog OS-brons i damernas landhockeyturnering i samband med de olympiska landhockeytävlingarna 1980 i Moskva.